# Elatostema lancifolium
Elatostema lancifolium är en nässelväxtart som beskrevs av Hugh Algernon Weddell. Elatostema lancifolium ingår i släktet Elatostema och familjen nässelväxter. Inga underarter finns listade i Catalogue of Life.